# Амзача
Амзача (на румънски: Amzacea) е село – център на селска община в окръг Констанца в Северна Добруджа, Румъния.

## География
Селото е в югоизточната част на страната, тридесет и пет километра югозападно от окръжния център Констанца, най-близкият град е разположеният на двадесет километра северозападно Мангалия. Кметството включва три села:
- Амзача (исторически наименования: Amuza-aci, на турски: Hamzaça);
- Касича (Casicea, историческо наименование: Maior Chiriacescu);
- Генерал Шеришоряну (историческо наименование: Enghez, турски: Engez) – наречено на румънския генерал от Първа световна война, получил повишение от полковник в бригаден генерал след ожесточена защита на линията Топраисар-Амзача по време на Втората битка за Кобадин.

## Демография[1]
|  |  |  |

|  |  |  |

## Забележителности
Джамията в Амзача е построена през периода 1850 – 1858 и реновирана през 2004 г. по инициатива на мюсюлманската общност. Днес тя е посочена като исторически паметник на окръг Констанца под код LMI CT-II-m-B-02164.